# Symbol narodowy

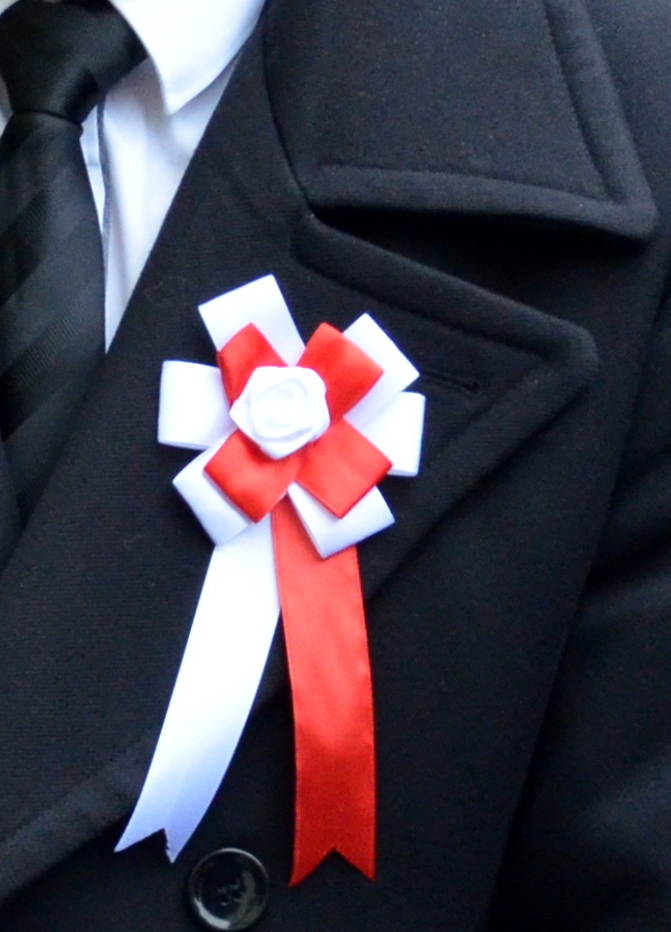
Symbol narodowy Polski

Symbole narodowe – symbole, które w obrębie danego narodu, a także w jego relacjach ze światem zewnętrznym, katalizują formowanie się tożsamości narodowej oraz służą jej podtrzymywaniu. (Ujęcia ogólno-przekrojowe pojęcia symbolu narodowego, mimo istnienia stosunkowo obfitej socjologicznej i kulturoznawczej literatury przedmiotu analizującej konkretne symbole narodowe poszczególnych narodów, tak w podstawowych publikacjach przedstawiających badania nad narodami, nacjonalizmem i tożsamością narodową, jak i w publikacjach referencyjnych, są rzadkie). 

## Funkcje symboli narodowych
Funkcje symboli narodowych w ujęciu historyczno-ewolucyjnym mogą być odmienne w zależności od stadium rozwojowego danego narodu. W początkowych etapach formowania się narodów pewne symbole skupiają wokół siebie współtworzące ruchy narodowe organizacje i jednostki, utrwalając też ich zaangażowanie w tych ruchach. Po ukształtowaniu się państwowości symbole narodowe służą budowaniu wizerunku danego narodu w politycznych i ekonomicznych relacjach zewnętrznych, natomiast wewnątrz danego państwa legitymizacji istnienia i programów ruchów narodowych. Po osiągnięciu tych celów symbole narodowe przyjmować mogą (w czasach pokoju) funkcje znaków towarowych, stabilizować wizerunek narodu na płaszczyźnie gospodarczej i w stosunkach międzynarodowych; w czasach wojny i zaburzeń wewnętrznych podtrzymywać lojalność obywateli wobec ośrodków centralnych. 
Prócz funkcji formowania i podtrzymywania tożsamości narodowej, którą pełnią symbole narodowe, wyróżnić można także funkcję odróżniania danej zbiorowości od innej, na podstawie współdzielonych przez członków poszczególnych zbiorowości kodów kulturowych, oraz funkcję pośredniczenia między empiryczną rzeczywistością państwa a pojęciowo-wyobrażeniową rzeczywistością narodu. Pierwsza z tych funkcji, odróżnianie jednej zbiorowości od drugiej na podstawie współdzielonego kodu służącego do odczytania znaczenia symboli, typowa jest dla całej sfery symbolicznej, podobną funkcję pełnią np. symbole religijne. W przypadku symboli narodowych elementem znaczącym są tu zazwyczaj odniesienia do wydarzeń z historii danego narodu, do dzielonej przez jego członków, a skondensowanej w formie symbolu, zbiorowej pamięci historycznej, przy czym pamięć ta stanowi więź konwencjonalną między dzielącymi ją członkami narodu. Symbol narodowy pełni więc funkcję "szwu" między jednostkami, umożliwiając im samoindentyfikowanie się ze zbiorowością. W funkcji pośredniczenia między narodem a państwem państwo, poprzez stałe eksponowanie symboli narodowych w przestrzeni publicznej, wprowadza więź skojarzeniową między sobą a ideą narodu, legitymizując tym samym swoje istnienie. Ponadto symbole te służą państwu jako znaki władzy, komunikujące, że stanowi ono siłę o charakterze hegemonicznym.

## Typologia i formy symboli narodowych
- barwy narodowe
- dewiza
- flaga państwowa lub rządzącej dynastii
- godło państwowe lub rządzącej dynastii
- hymn państwowy
- pieczęć państwa lub rządzącej dynastii